# Tutankham
Tutankham (ツタンカーム?, Tsutankāmu) è un videogioco arcade sparatutto a scorrimento orizzontale del 1982, sviluppato da Konami e distribuito da Stern Electronics negli Stati Uniti. Ne uscirono anche conversioni per diverse piattaforme domestiche.
In fase di progetto era stato intitolato Tutankhamon, ma in seguito a un cambio di orientamento dello schermo in verticale anziché in orizzontale, si scelse di abbreviarlo affinché la scritta originale non superasse la larghezza dello schermo.

## Modalità di gioco
Il giocatore impersona un esploratore tombarolo che si aggira in quattro camere mortuarie egizie, dall'aspetto di labirinti di pietra bidimensionali a scorrimento orizzontale verso destra, per impadronirsi della maschera funeraria del faraone Tutankamon. In cima allo schermo appare una minimappa dell'intero labirinto.
Il protagonista è inseguito da vari nemici (nel primo livello serpenti, pipistrelli, avvoltoi; in seguito compaiono draghetti, pappagalli e spirali magiche), che fuoriescono da tane sparse ovunque e possono ucciderlo al solo contatto. I quattro labirinti vengono ripetuti quattro volte con difficoltà crescente, per un totale dunque di sedici livelli, dopodiché si avrà il 17°, che è una esatta ripetizione del primo, e così via.
Ci si può muovere nelle quattro direzioni, ma è possibile sparare solo a sinistra e destra: ciò rende il giocatore particolarmente vulnerabile nei corridoi verticali. Tuttavia, in caso di emergenza, si ha a disposizione una singola bomba (una per vita) in grado di eliminare dallo schermo tutti i nemici presenti: per qualche secondo nella schermata non sarà presente alcun nemico.
Per avanzare di livello è necessario trovare le chiavi da inserire nei lucchetti delle porte celanti il grande tesoro presente alla fine di ogni livello; nel primo sarà sufficiente una singola chiave, mentre man mano che si procede nei livelli, le chiavi e i lucchetti aumenteranno fino ad un massimo di quattro. Da notare che è possibile trasportare solo una chiave per volta: questo rende particolarmente complicato il gioco ai livelli più alti. Oltre alle chiavi è possibile, facoltativamente, raccogliere alcuni oggetti preziosi, per aumentare il punteggio.
Sono inoltre presenti in ogni labirinto alcuni portali che permettono di trasferirsi da un punto dello schermo ad un altro, posti sulla stessa verticale: alcuni di essi sono veri e propri passaggi obbligati; altri, invece, possono essere aggirati, ma talvolta diventano utili per sfuggire ai nemici.
In ogni livello scorre un timer: bisogna cercare di evitare che raggiunga lo zero, perché in tal caso non sarà più possibile sparare, e dunque diventerà estremamente arduo raggiungere il tesoro di fine livello. Si riceve un bonus punti per i secondi del timer eventualmente rimasti al completamento di ogni livello.

## Conversioni
Tutankham è stato convertito su cartucce Parker Brothers per Atari 2600, computer Atari 8-bit, ColecoVision, Intellivision, VIC-20. In queste conversioni, rispetto all'arcade, non è presente la minimappa del labirinto e in molte non c'è il limite di tempo. Altre conversioni uscirono in Giappone per PV-1000 e NEC PC-6001. Inoltre l'originale versione arcade è uno dei giochi disponibili nella Game Room di Xbox Live. 
Il gioco è incluso anche nella raccolta Konami Arcade Classics per Nintendo DS, con il titolo Horror Maze. Era prevista una versione per Odyssey 2, ma rimase allo stadio di prototipo; venne diffusa, ma non ufficialmente, solo molti anni dopo. Per ZX Spectrum uscì un'imitazione intitolata Tutankhamun nel 1983.